# اما (فیلم تلویزیونی ۱۹۹۶)
اما (به انگلیسی: Emma) فیلمی تلویزیونی محصول سال ۱۹۹۶ و به کارگردانی دیرمود لورنس است. در این فیلم بازیگرانی همچون کیت بکینسیل، سامانتا مورتون، سامانتا باند، مارک استرانگ، برنارد هپتون، اولیویا ویلیامز، جیمز هیزلداین، پرونلا اسکیلز، گای هنری و الیستر پیتری ایفای نقش کرده‌اند.